# Clemente Pellegrini
Clemente Giovan Battista Gaetano Pellegrini (Dolo, 3 settembre 1841 – Venezia, 13 gennaio 1913) è stato un avvocato e politico italiano.

## Biografia
Era il terzo figlio del farmacista Giovanni Battista e di Rosa Domenica, originari del bellunese. Laureato a Padova, fu avvocato con studi legali a Dolo e Venezia. Prese parte alla terza guerra d'indipendenza come volontario, nel 1866, nel 4º reggimento di Garibaldi.
Fu consigliere comunale e provinciale di Venezia, presidente della Provincia, deputato per quattro legislature e senatore a vita dal 1896.
Incaricato, insieme all'avvocato Giorgio Bellini di Firenze, di curare l'azione legale dei cittadini di Roccastrada, in provincia di Grosseto, per la rivendicazione dei loro diritti, denominati Usi Civici, contro i proprietari terrieri Bernabei e Rossi, nel 1904 vinse la causa a favore del Municipio, che divenne madre di una serie successiva di identiche, vittoriose storiche rivendicazioni in tutta la Maremma. L'anno successivo, nel 1905, il Municipio di Roccastrada decretò ai due avvocati la cittadinanza onoraria e l'intestazione di una via ciascuno nel capoluogo di Roccastrada.